# Lingua dogosé
La lingua Dogosé o Doghose, è una lingua che appartiene al ramo delle lingue gur, della famiglia linguistica niger-kordofaniana, parlata in Burkina Faso da circa 20.000 persone.
Ci sono vari modi di pronunciare il nome della lingua, dovuti alla difficoltà di pronuncia della seconda consonante, |ɣ|. Attualmente si preferisce il termine Dogosé, ma tradizionalmente Doghose si ritrova in letteratura. Altre (rare) pronunce sono: (Doro) Doghosié, Dokhosié, Dorhossié, Dorhosye, Dorosie, Dorossé e, con un diverso suffisso, Dokhobe, Dorobé.
I dialetti principale della lingua sono, Klamaasise, Mesise, Lutise, Gbeyãse, Sukurase e  Gbogorose che sono tutti abbastanza simili.